# Frank Ouweneel
Frank Rudolf Ouweneel (17 november 1950) is een Nederlandse Bijbelleraar, die door het hele land regelmatig Bijbelstudies geeft, onder meer over de Oudtestamentische offers en eschatologische onderwerpen. Hij is vooral bekend geworden door zijn eindtijd-Bijbelstudies middels beamer-lezingen over de ontwikkelingen in de wereld in het licht van de Bijbelse profetieën.

## Levensloop
Ouweneel is meer dan 30 jaar werkzaam geweest op het gebied van automatisering, waarin hij in 1979 met een eigen onderneming begon. Hij is de jongere broer van Willem Ouweneel.

## Kritiek
In de zomer van 2012 kwam Ouweneel negatief in de pers van christelijk Nederland, omdat hij volgens twee onderzoekers voor zijn opzienbarende beweringen (zoals over radioactieve besmetting van zeewater) met gegevens gesjoemeld zou hebben en bronnen verzonnen zou hebben.